# Alfoz de Lloredo

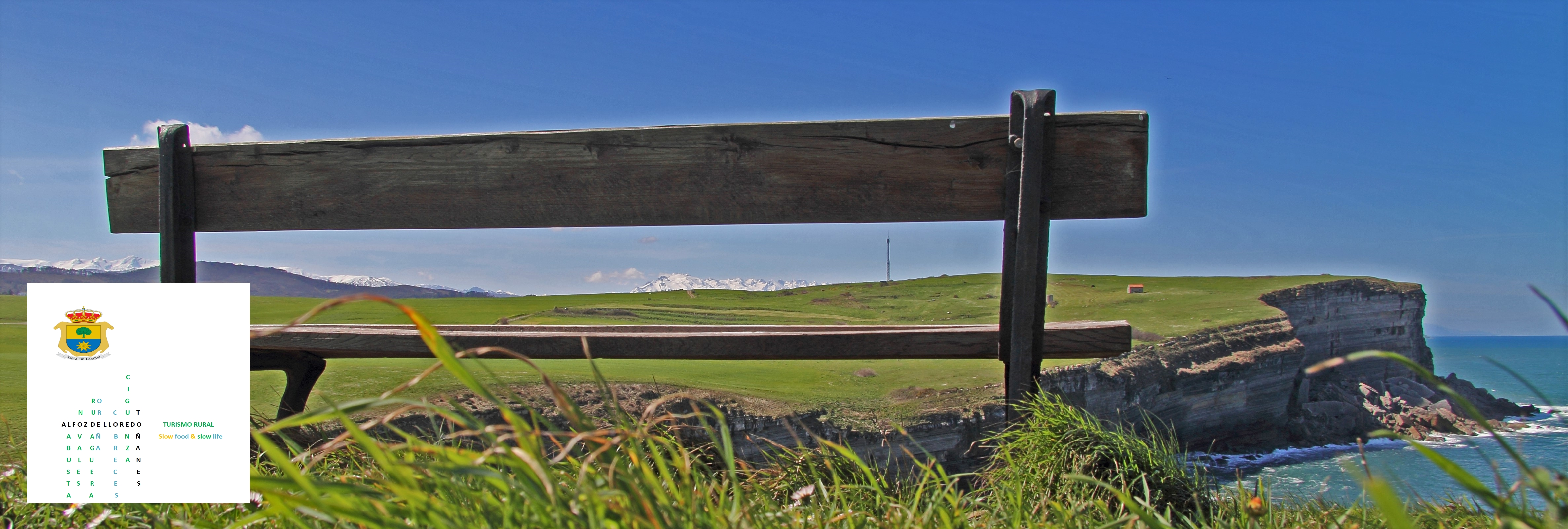
Mirador en Toñanes

Alfoz de Lloredo es un municipio costero de la comunidad autónoma de Cantabria (España). Consta de 7 pueblos: La Busta, Novales, Cóbreces, Oreña, Rudagüera, Cigüenza y Toñanes, estando asentada en Novales la cabecera municipal. Se sitúa en la costa occidental de dicha región, en un área marcada por un favorable microclima que permite los cultivos típicamente mediterráneos. El municipio está situado en la comarca de la Costa Occidental.
Limita al norte con el mar Cantábrico, al sur con Udías, Cabezón de la Sal y Reocín, al este con Santillana del Mar y al oeste con Ruiloba y Comillas. Alfoz de Lloredo está a una distancia de 35 kilómetros de la capital cántabra, Santander, y a 12 de Torrelavega.

## Toponimia

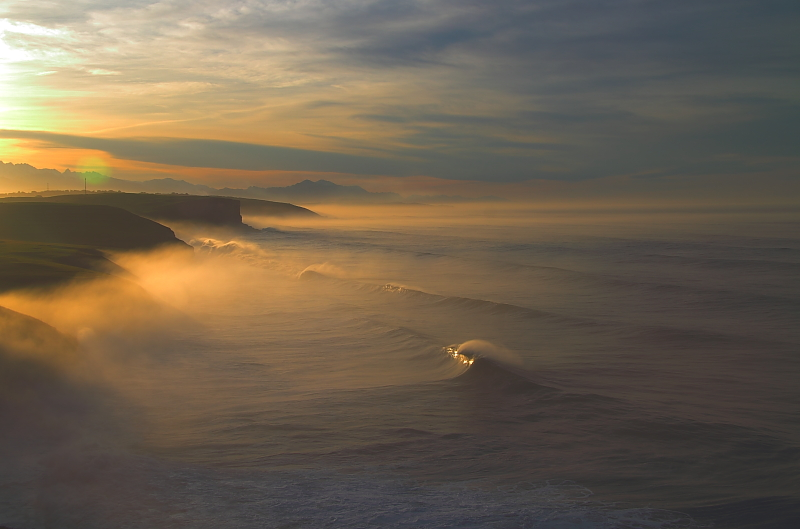
Toñanes

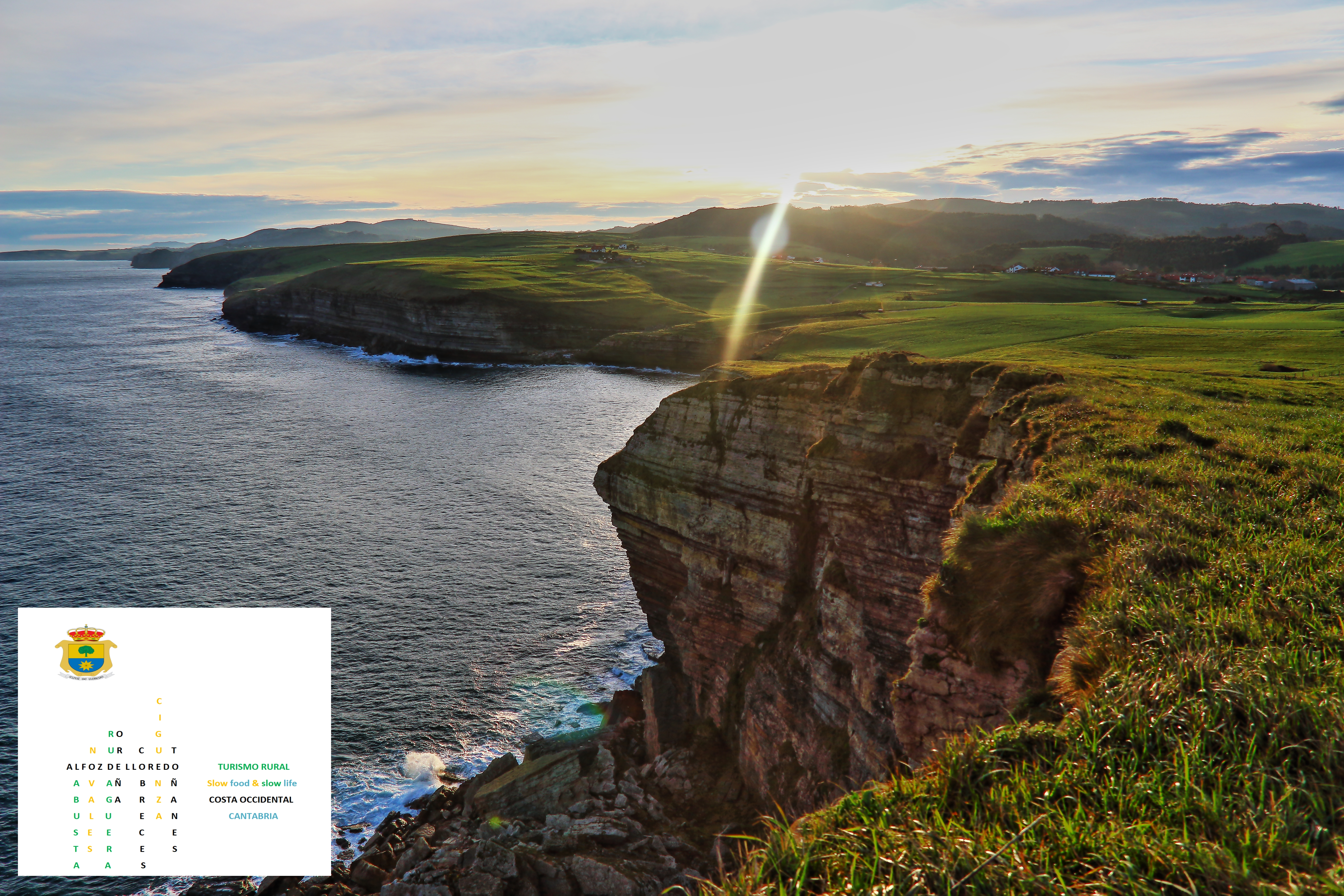
Acantilados en Toñanes y Cobreces

«Alfoz» fue un término popularizado a partir del siglo X y tiene como origen la expresión árabe al-hawk, que significa «distrito», mientras que «lloredu» es la forma montañesa para el laurel o loreda, en suma, el nombre significaría algo parecido a «distrito de los laureles».

## Geografía
| Noroeste: mar Cantábrico  | Norte: mar Cantábrico  | Nordeste: mar Cantábrico |
| Oeste: Ruiloba y Comillas |                        | Este: Santillana del Mar |
| Suroeste: Udías           | Sur: Cabezón de la Sal | Sureste: Reocín          |

### Clima
El territorio municipal se ubica en la región climática de la Ibéria Verde de clima Europeo Occidental, clasificada también como clima templado húmedo de verano fresco del tipo Cfb según la clasificación climática de Köppen.
Los principales rasgos del municipio a nivel general son unos inviernos suaves y veranos frescos, sin cambios bruscos estacionales, siendo la diferencia entre el invierno y el verano de unos once o doce grados. El aire es húmedo con abundante nubosidad y las precipitaciones son frecuentes en todas las estaciones del año, alcanzando una media anual ligeramente por encima de los mil doscientos milímetros, con escasos valores excepcionales a lo largo del año.
La temperatura media de la región ha aumentado en los últimos cincuenta años 0,6 grados, mientras que las precipitaciones ha experimentado un descenso del diez por ciento. Cada uno de los años de la serie 1981-2010 fueron claramente más secos y cálidos que los de la serie 1951-1980. Y todo indica que las fluctuaciones intra-estacionales del régimen termo-pluviométrico fueron más intensas durante el periodo 1981-2010.

### Recursos naturales

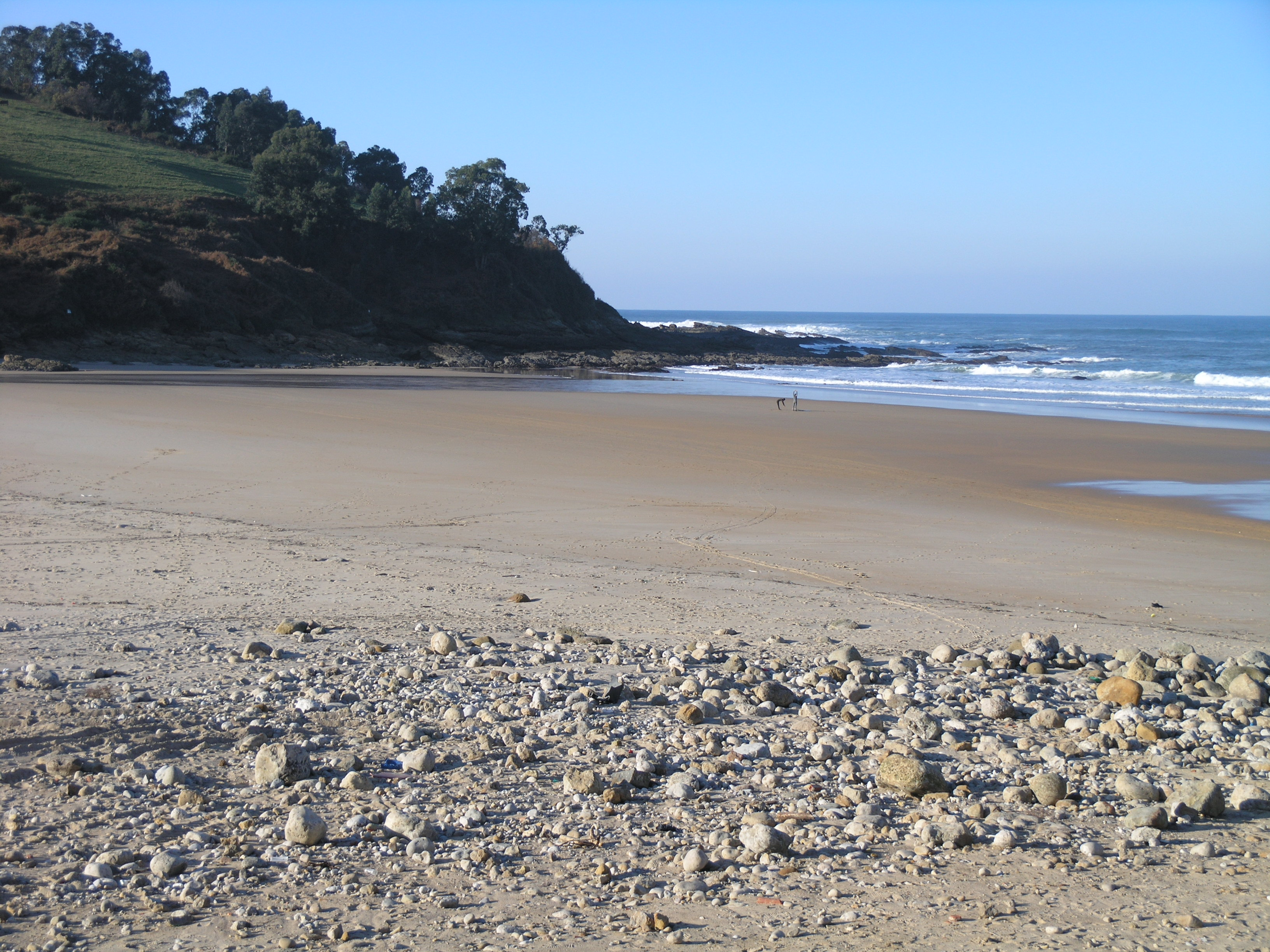
Vista de playa de Luaña

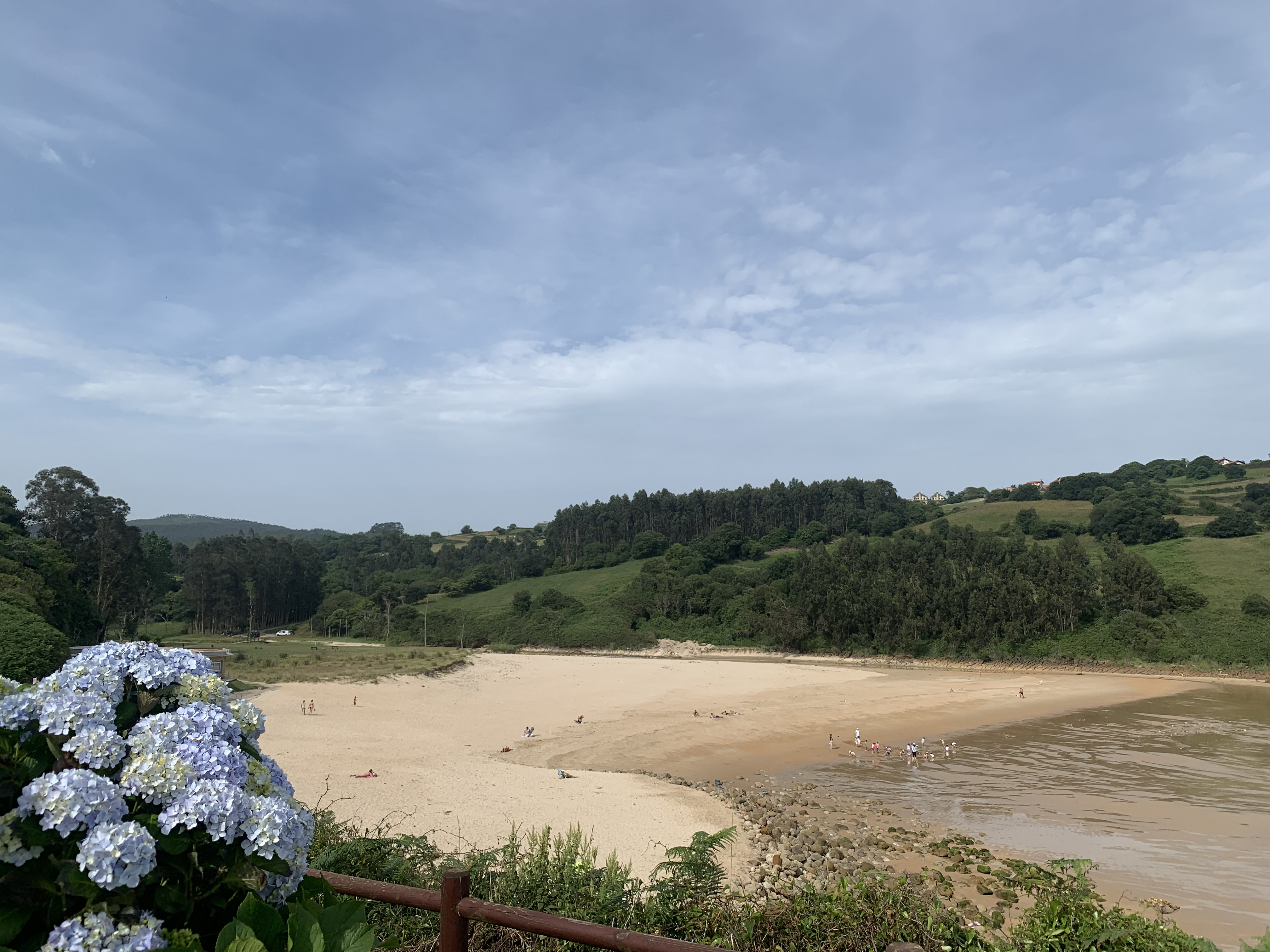
Mirador de playa Luaña

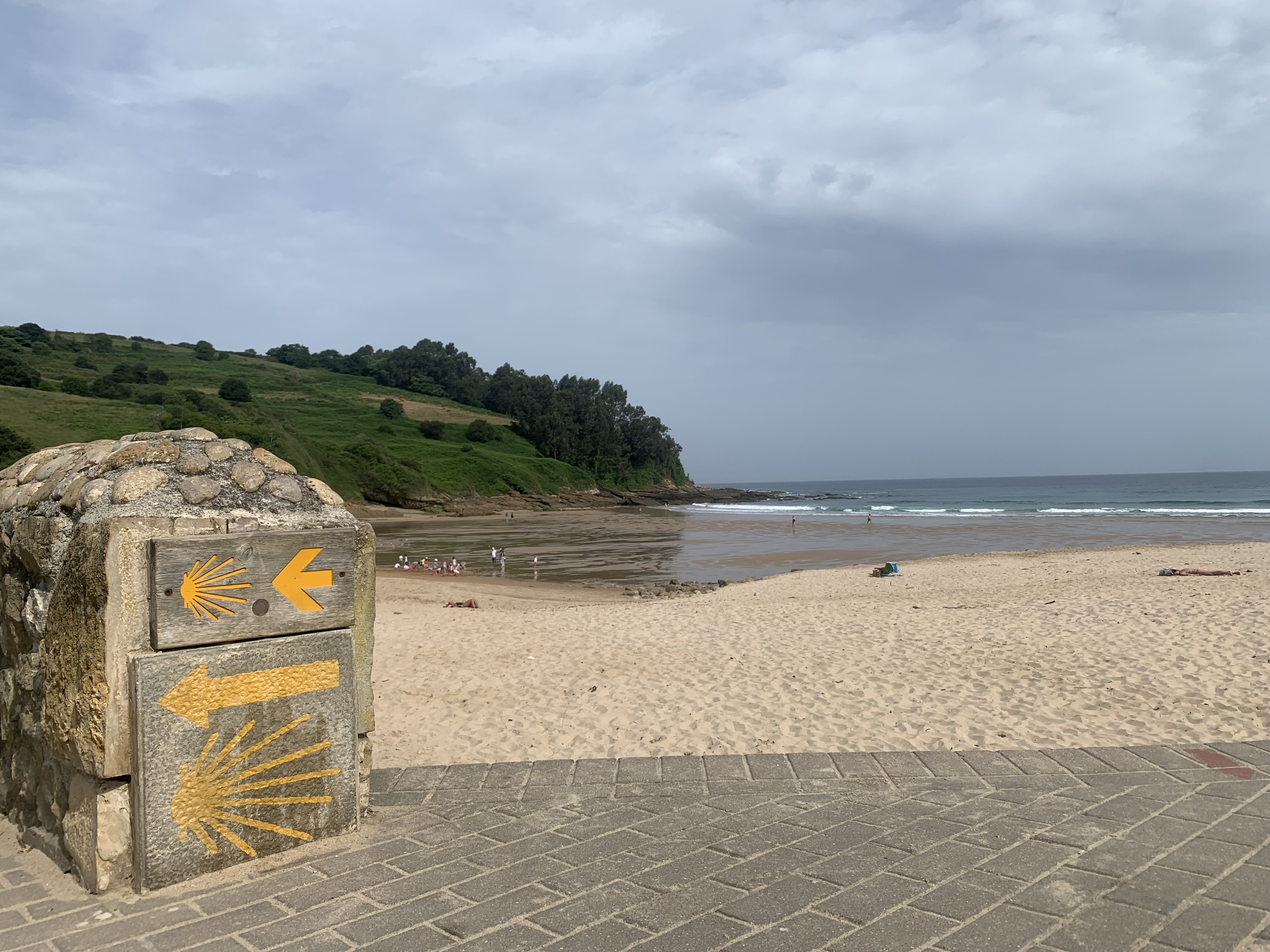
Paso del Camino de Santiago por la playa de Luaña

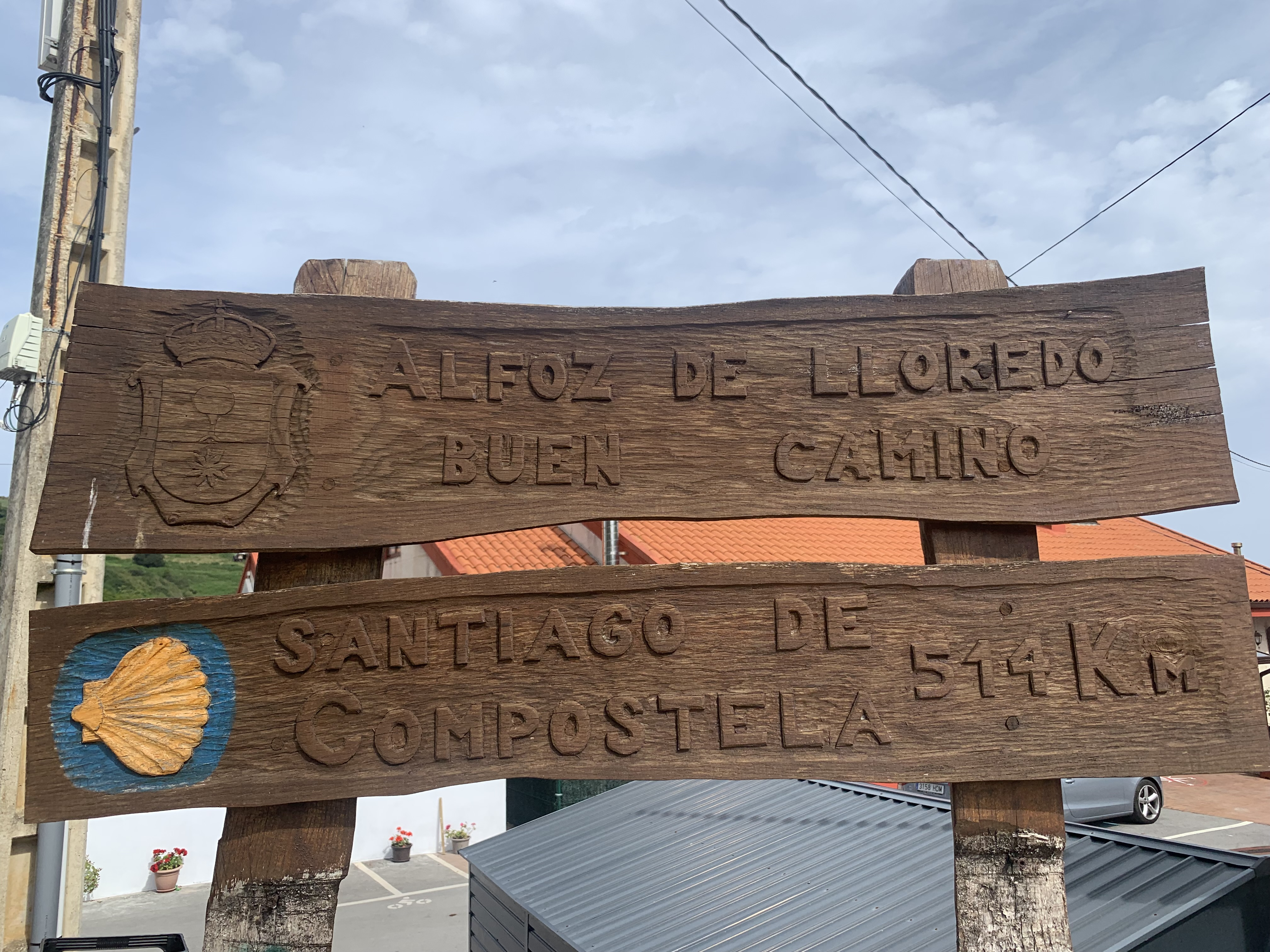
Cartel Camino de Santiago

- Playa de Luaña (Bandera Azul). Situada en la localidad de Cóbreces, es la una única playa del término municipal.[5]
- Acantilado y Molinos Bolao
- Alto del Cildá

### Flora y fauna
- Limonares, laureles, palmeras, sauces, castaños, acacias, pinos, eucaliptos, abetos, cipreses, tuyas, criptomerías, camelias, etc.
- Roedores, aves, percebes, lapas, pulpos, etc.

Novales, capital del municipio de Alfoz de Lloredo (único ayuntamiento repleto de limoneros y naranjos), está situado en un valle rodeado de montañas, lo que origina un microclima que permite cultivos de tipo mediterráneo, en particular cítricos (limones, naranjas, pomelos, mandarinas) ya que la mayoría de las plantaciones se encuentren a sólo un kilómetro y medio de la costa, que es otro factor que favorece su evolución, pues evita verse afectadas por las bajas temperaturas, uno de los enemigos más devastadores de los cítricos,  siendo sobremanera conocidos los limones de Novales. Por algo se ha llamado también al pueblo La pequeña Murcia'
Estos cítricos forman parte de las vida de este pueblo, en el que se calcula que existen alrededor de 17 000 limoneros.[cita requerida] Su cultivo supone una importante fuente de ingresos para muchos novaliegos y su calidad les ha convertido en uno de los productos más conocidos y apreciados de la región.

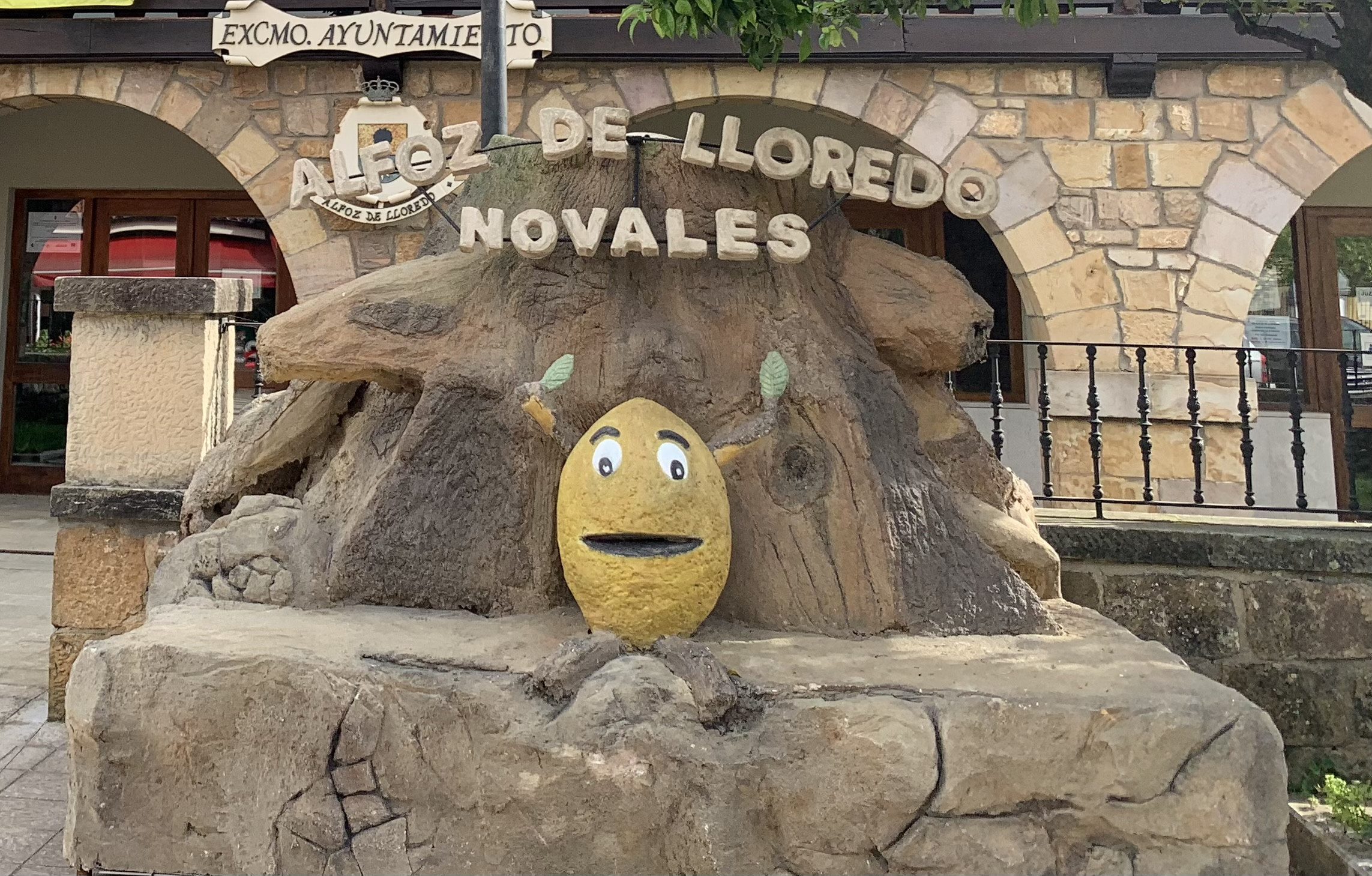
Banco

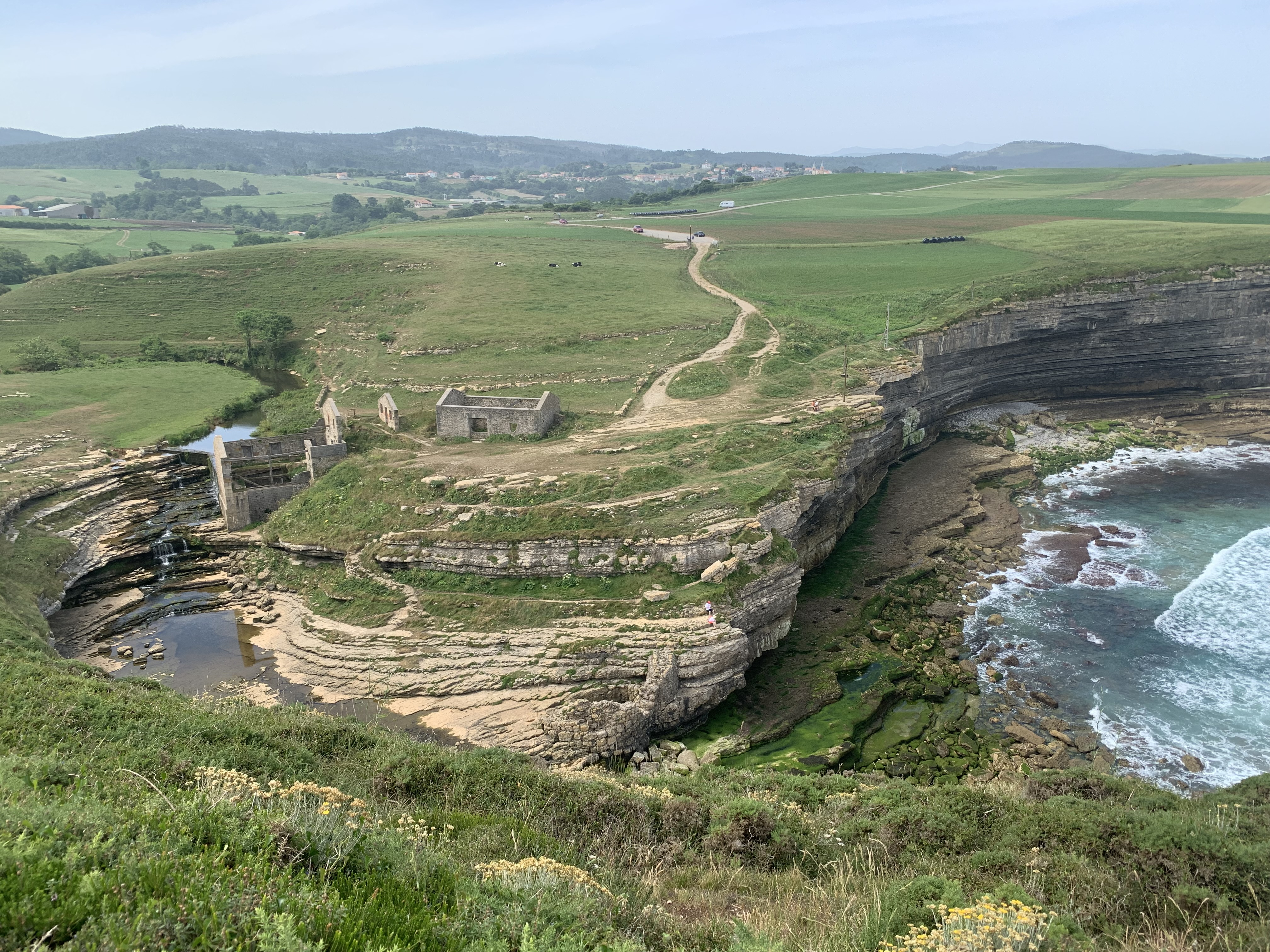
Acantilado y Molino de Bolao

## Historia
El término municipal de Alfoz de Lloredo se halla situado en la Via Agripa, camino costero de origen romano que más tarde se integraría en el Camino de Santiago
costero . En este territorio se pueden encontrar numerosas cavidades que dieron cobijo a grupos humanos desde el Paleolítico hasta la Edad Media, fruto de esta presencia se han encontrado diversos útiles prehistóricos además de arte rupestre.
Hacia el año 1000, el ayuntamiento, parte de las Asturias de Santillana, comprende la mitad de los concejos del llamado valle de Alfoz, que ya estaba articulado en los pueblos actuales. Según el Becerro de las Behetrías, en 1351 existían vínculos de dependencia entre las localidades del valle y el dominio señorial del momento en la zona. Esto contrasta con la cierta independencia que tenían los habitantes de elegir a su señor con la única supervisión del Rey en aspectos de justicia. Más tarde, en 1444, el almirante Diego Hurtado de Mendoza acabó con esta situación mediante un dominio total.
Formó parte, junto a los municipios de Comillas, Ruiloba y Udías, del Valle de Alfoz de Lloredo, en la Merindad de Asturias de Santillana, hasta la formación de los ayuntamientos constitucionales. El Valle de Alfoz de Lloredo fue uno de los constituyentes de la provincia de los Nueve Valles, y posteriormente provincia de Cantabria. 
En 1581 se produjo el "pleito de los valles" que puso fin a la dependencia señorial y restableció el autogobierno local, con el consiguiente derecho de los vecinos a elegir sus regidores, además de todo ello, Alfoz de Lloredo quedó integrada en la provincia de los Nueve Valles en 1759.
Desde el siglo XIX el valle viviría una continua división hasta quedarse en cuatro ayuntamientos: Comillas, Udías, Ruiloba y el propio Alfoz de Lloredo, denominado Novales durante un tiempo. El municipio perteneció al partido judicial de San Vicente de la Barquera hasta que a principios del siglo XIX se incluyó en el de Torrelavega.

## Demografía
Alfoz de Lloredo cuenta con una población de 2502 habitantes (INE 2024).
| Gráfica de evolución demográfica de Alfoz de Lloredo entre 1857 y 2021 |
| |
| Población de derecho según los censos de población del INE Población de hecho según los censos de población del INEEntre el censo de 1877 y el anterior, disminuye el término del municipio porque independiza a Udias Entre el censo de 1857 y el anterior, aparece este municipio porque se fusionan los municipios varias entidades que pertenecieron a Ruiloba |

## Administración y política

### Gobierno municipal
Enrique Bretones Palencia (Alfoz) es el actual alcalde del municipio. En 2006, Félix Iglesias González (PRC) (alcalde electo en las elecciones municipales de 2003) dimitió por problemas de salud. De este modo, Luis Alfonso González Llanillo (PSC-PSOE) fue elegido alcalde, y ocupó el cargo hasta las elecciones municipales de 2007, cuando Enrique Bretones Palencia (PP) resultó vencedor de tales comicios. Desde entonces, Enrique Bretones ha conseguido la mayoría absoluta consecutivamente en 2007, 2011, 2015, 2019 y 2023; estas últimas veces de la mano de un partido independiente llamado «Alfoz» en lugar del PP.
| Partido político                         | 2023  | 2023  | 2023       | 2019  | 2019  | 2019       | 2015  | 2015  | 2015       | 2011  | 2011  | 2011       | 2007  | 2007  | 2007       | 2003  | 2003  | 2003       |
| Partido político                         | Votos | %     | Concejales | Votos | %     | Concejales | Votos | %     | Concejales | Votos | %     | Concejales | Votos | %     | Concejales | Votos | %     | Concejales |
| Alfoz                                    | 1006  | 61,37 | 7          | 893   | 52,37 | 6          | —     | —     | —          | —     | —     | —          | —     | —     | —          | —     | —     | —          |
| Partido Socialista Obrero Español (PSOE) | 464   | 28,3  | 3          | 407   | 23,87 | 3          | 296   | 17,04 | 2          | 251   | 14,50 | 1          | 355   | 19,62 | 2          | 137   | 7,24  | 1          |
| Partido Regionalista de Cantabria (PRC)  | 150   | 9,15  | 1          | 260   | 15,24 | 2          | 349   | 20,09 | 2          | 388   | 22,41 | 2          | 324   | 17,91 | 2          | 950   | 50,24 | 7          |
| Partido Popular (PP)                     | —     | —     | —          | 80    | 4,69  | 0          | 871   | 50,14 | 6          | 1058  | 61,12 | 8          | 771   | 42,62 | 6          | 438   | 23,16 | 3          |
| Partido por la Libertad (PxL)            | —     | —     | —          | —     | —     | —          | 173   | 9,96  | 1          | —     | —     | —          | —     | —     | —          | —     | —     | —          |
| Vecinos de Alfoz (VDA)                   | —     | —     | —          | —     | —     | —          | —     | —     | —          | —     | —     | —          | 205   | 11,33 | 1          | —     | —     | —          |

### Organización territorial

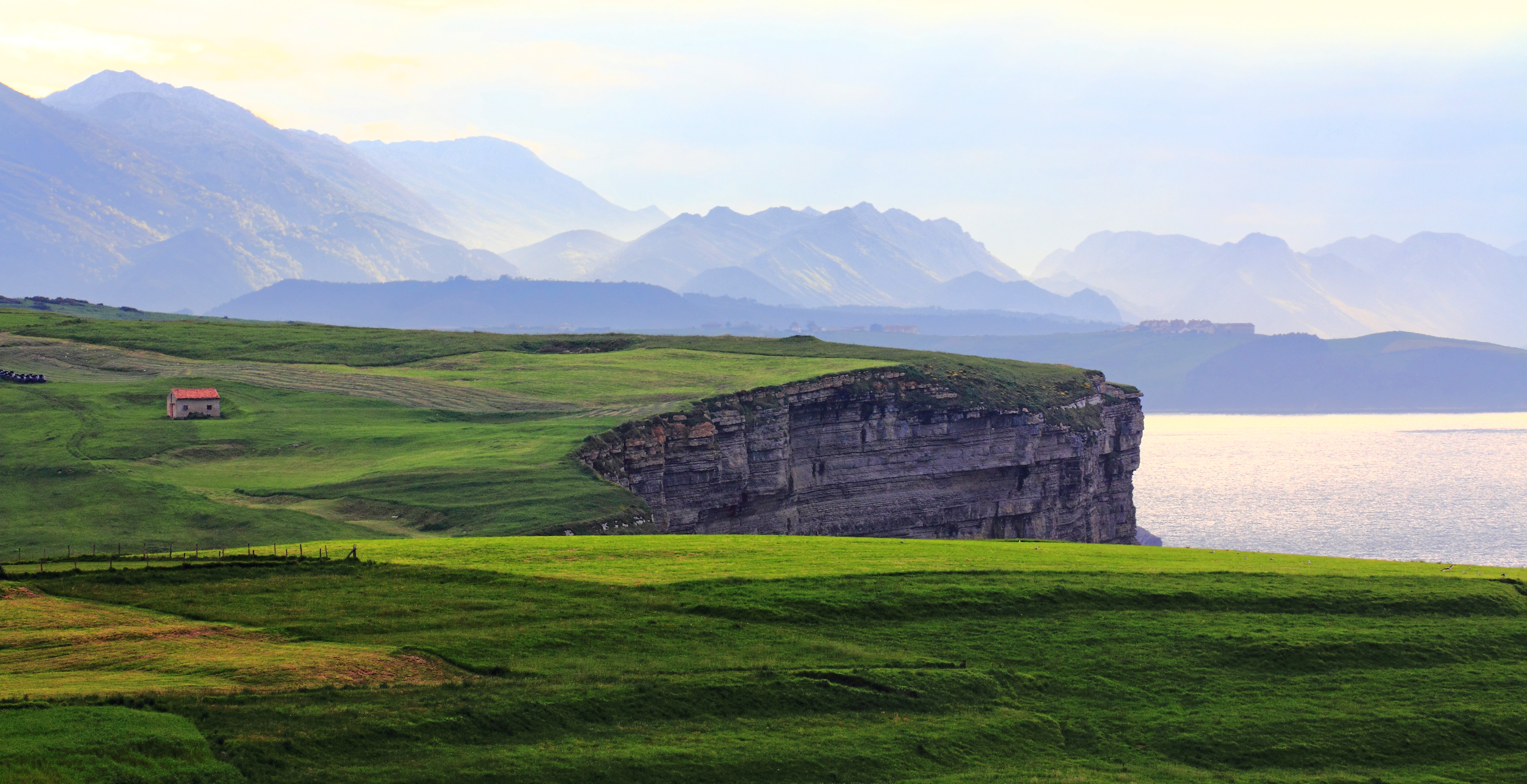
Acantilados de Toñanes

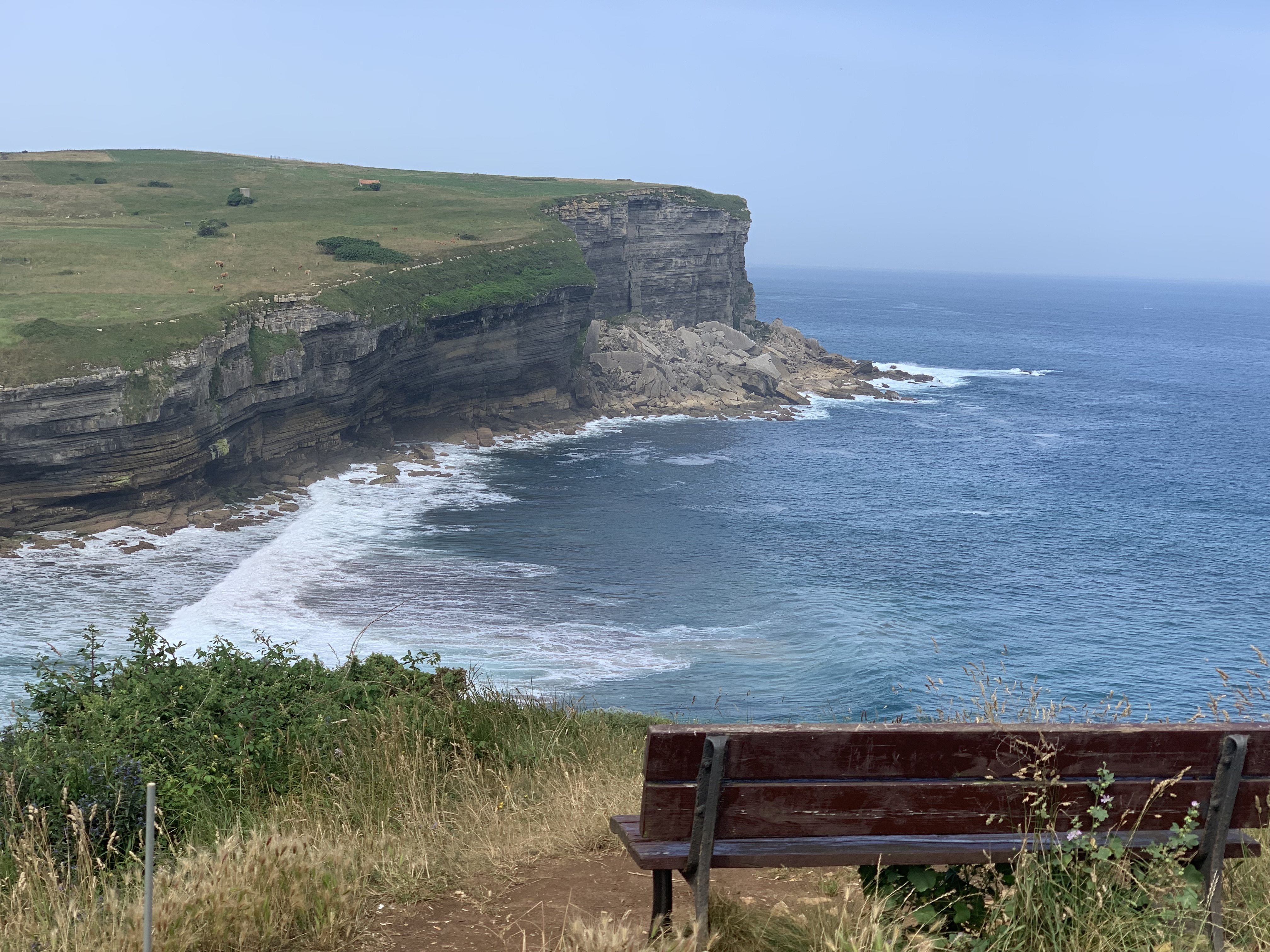
Mirador en Toñanes

Los 2499 habitantes (2024) de Alfoz de Lloredo se distribuyen en las siguientes localidades: 
- La Busta. Situada a 6 kilómetros de la capital municipal, en 2013 contaba con una población de 88 habitantes según los datos del INE. De este lugar destacan las cuevas de Los Avellanos y El Linar, esta última declarada Bien de Interés Cultural en 1997 por su yacimiento de la Edad del Bronce.[12][13]

- Cigüenza, 92 hab.
- Cóbreces, 613 hab. (bajó a 569 hab. en 2014).

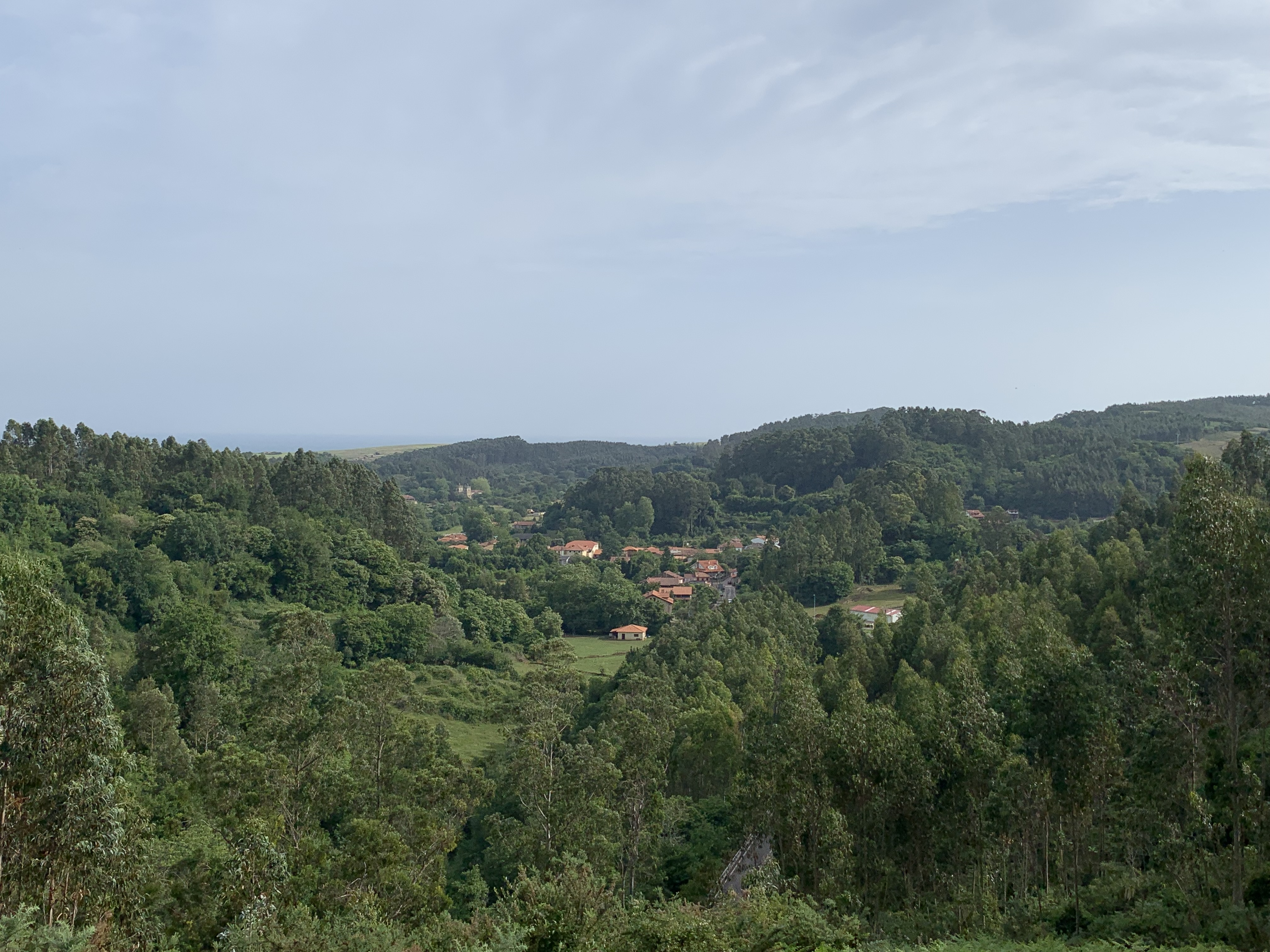
Mirador " El Vergel de Alfoz de Lloredo

- Mirador " El Vergel de Alfoz de LloredoNovales. Es la capital municipal y en 2013 contaba con una población de 440 habitantes. La localidad fue premiada como "Pueblo de Cantabria 2005".
- Oreña, 903 hab., distribuidos en los barrios de Viallán (232 hab.), Bárcena (71 hab.), Torriente (44 hab.), San Roque (144 hab.), Perelada (73 hab.), Padruno (28 hab.), Caborredondo (267 hab.) y Carrastrada (42 hab.),
- Rudagüera, 324 hab., en tres barrios: Fresnedo (86 hab.), Lloredo (138 hab.) y San Pedro (100 hab.)
- Mirador en ToñanesToñanes, 105 hab.

## Economía

### Ganadería y agricultura
El sector primario ha sido durante años, al igual que en muchas otras partes de Cantabria, el medio de vida de sus habitantes, situación que ha dado un vuelco debido a la incorporación de España a la Unión Europea tras lo cual se observa cierta decadencia. Cabe destacar que durante los meses de otoño e invierno se practica el cultivo de algas en la zona. El 29,9 % de la población activa se dedica al sector primario y el 34 % el terciario.

### Industria
Existe cierta influencia en la zona, por la cercanía del núcleo industrial de Torrelavega. El 36,2 % de la población activa del municipio se dedica al sector secundario.

### Servicios
Actualmente el 34 % de la población activa de Alfoz de Lloredo se dedica al sector terciario. Sin duda el turismo supone una fuente de ingresos importante para el municipio. La playa, los paisajes y monumentos, atraen al turismo de la comunidad autónoma y de las provincias limítrofes.

## Cultura

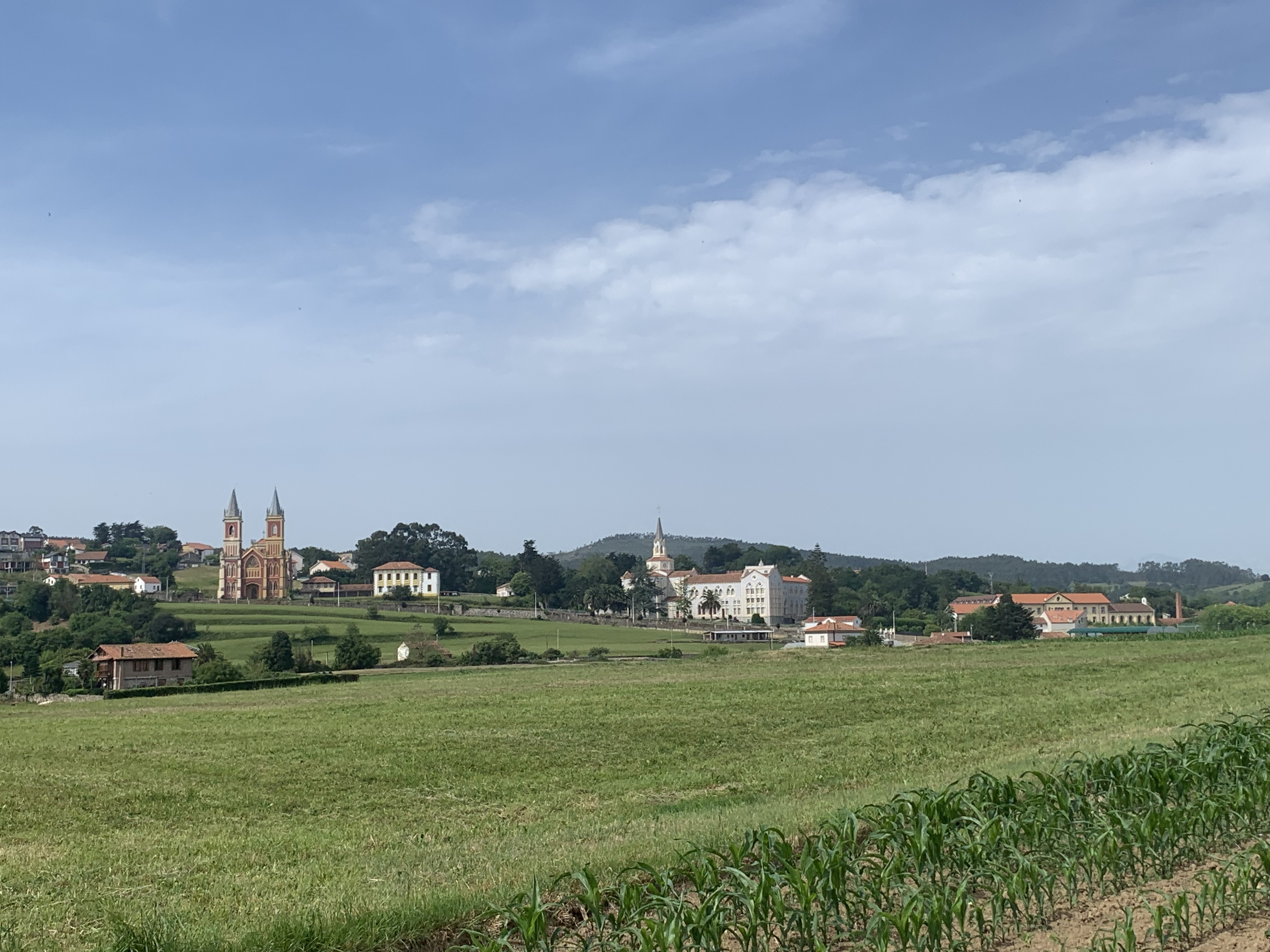
Abadía de Santa María de Viaceli y Monasterio, Cóbreces

### Patrimonio

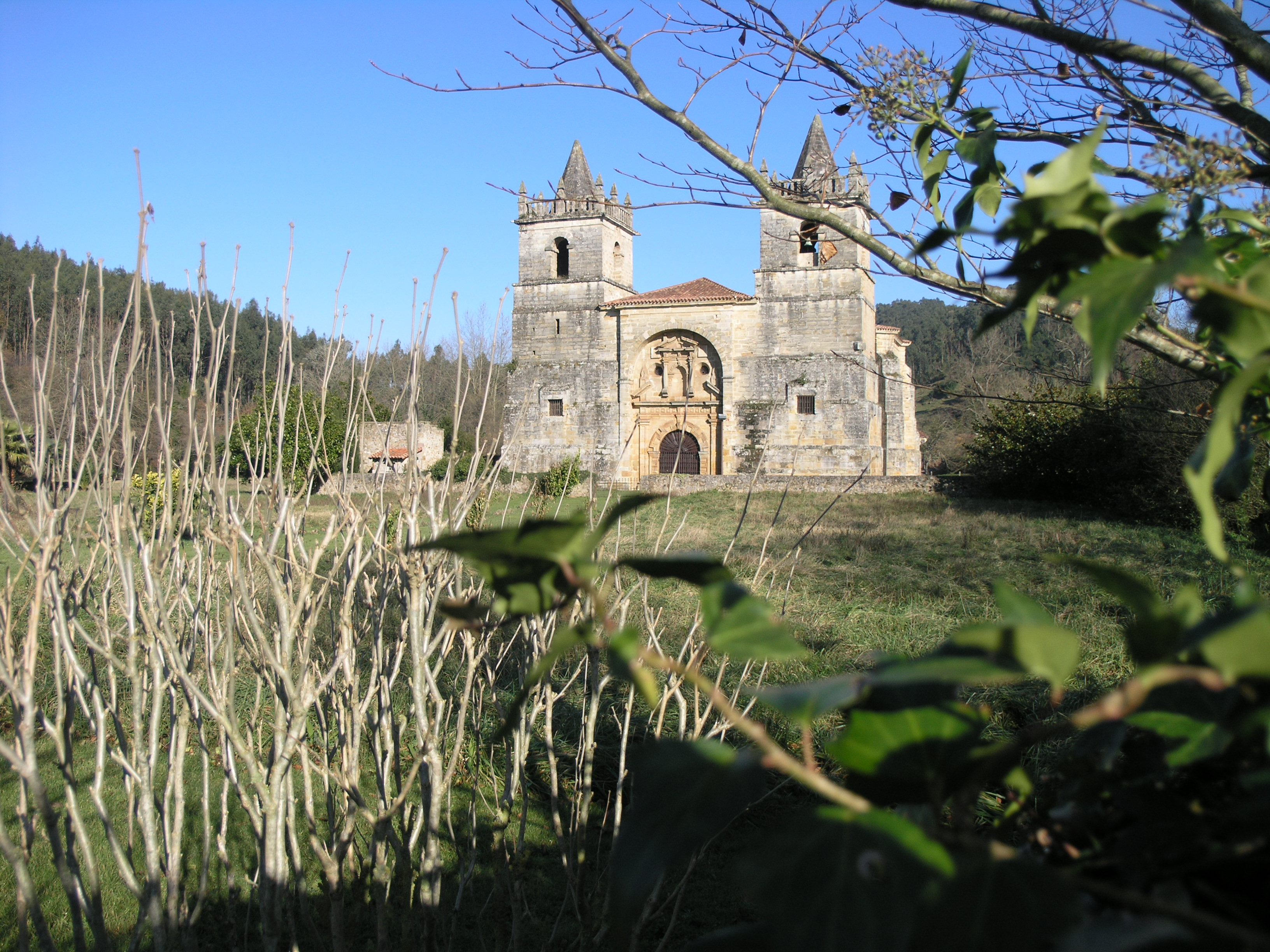
Iglesia de San Martín, en Cigüenza

Dentro del patrimonio artístico y cultural de Alfoz de Lloredo destacan los siguientes bienes de interés cultural de Cantabria:
- Iglesia de San Martín, en Cigüenza, con categoría de monumento
- Cueva de Cualventi, en Oreña, zona arqueológica
- Cueva de Las Aguas, en Novales, zona arqueológica
- Cueva de El Linar, en La Busta, zona arqueológica

Además, está incluido como bien inventariado, la iglesia parroquial de Novales
- Ermita de San Pedro (Rudagüera)
- Ermita de la Guía (Oreña)
- Iglesia de San Tirso (Toñanes)
- Ermita de Santa Eulalia (La Busta)
- Iglesia parroquial (Oreña)
- Abadía y Monasterio de Santa María de Viaceli (Cóbreces)

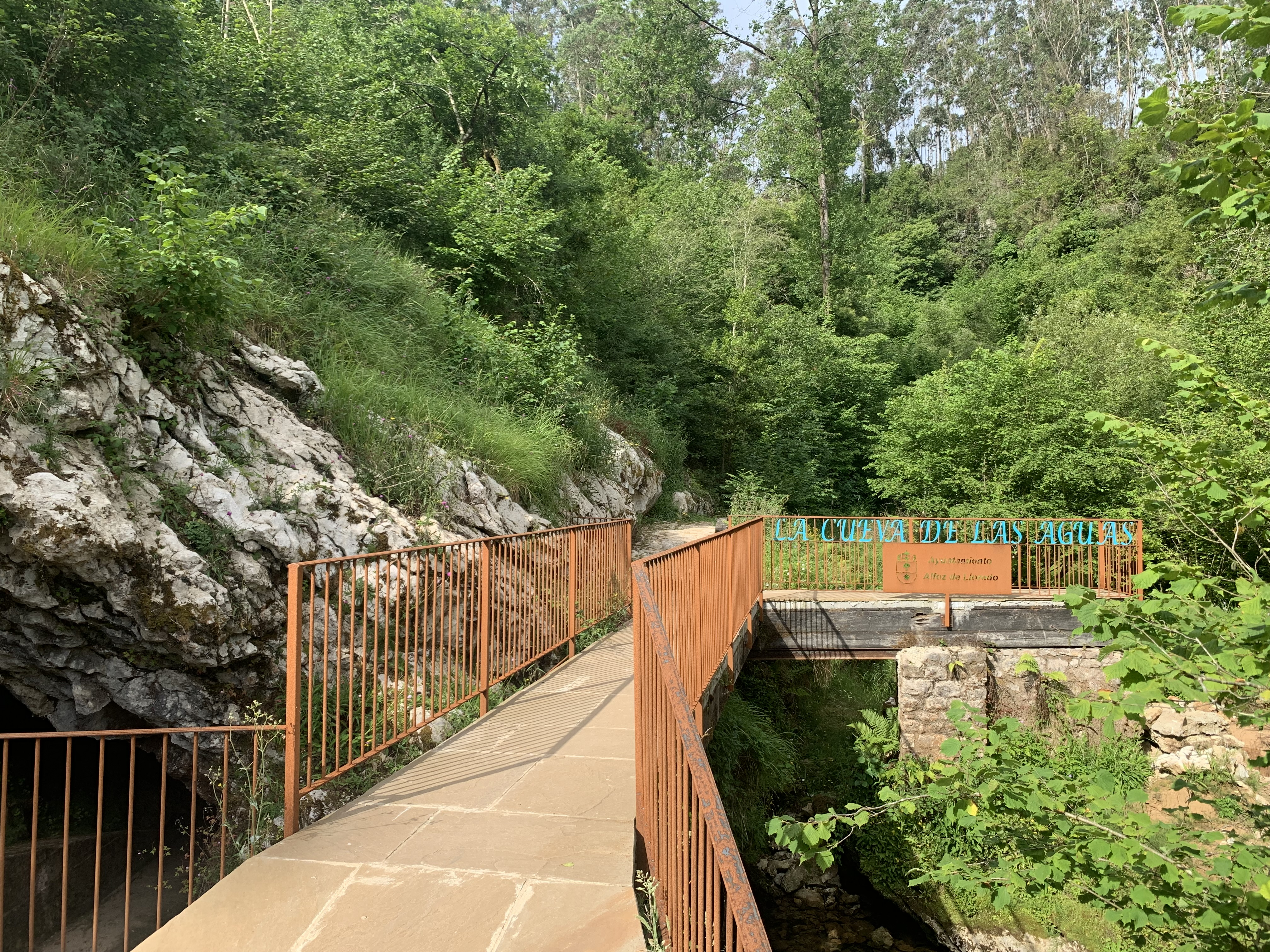
Cueva de Las Aguas en Novales

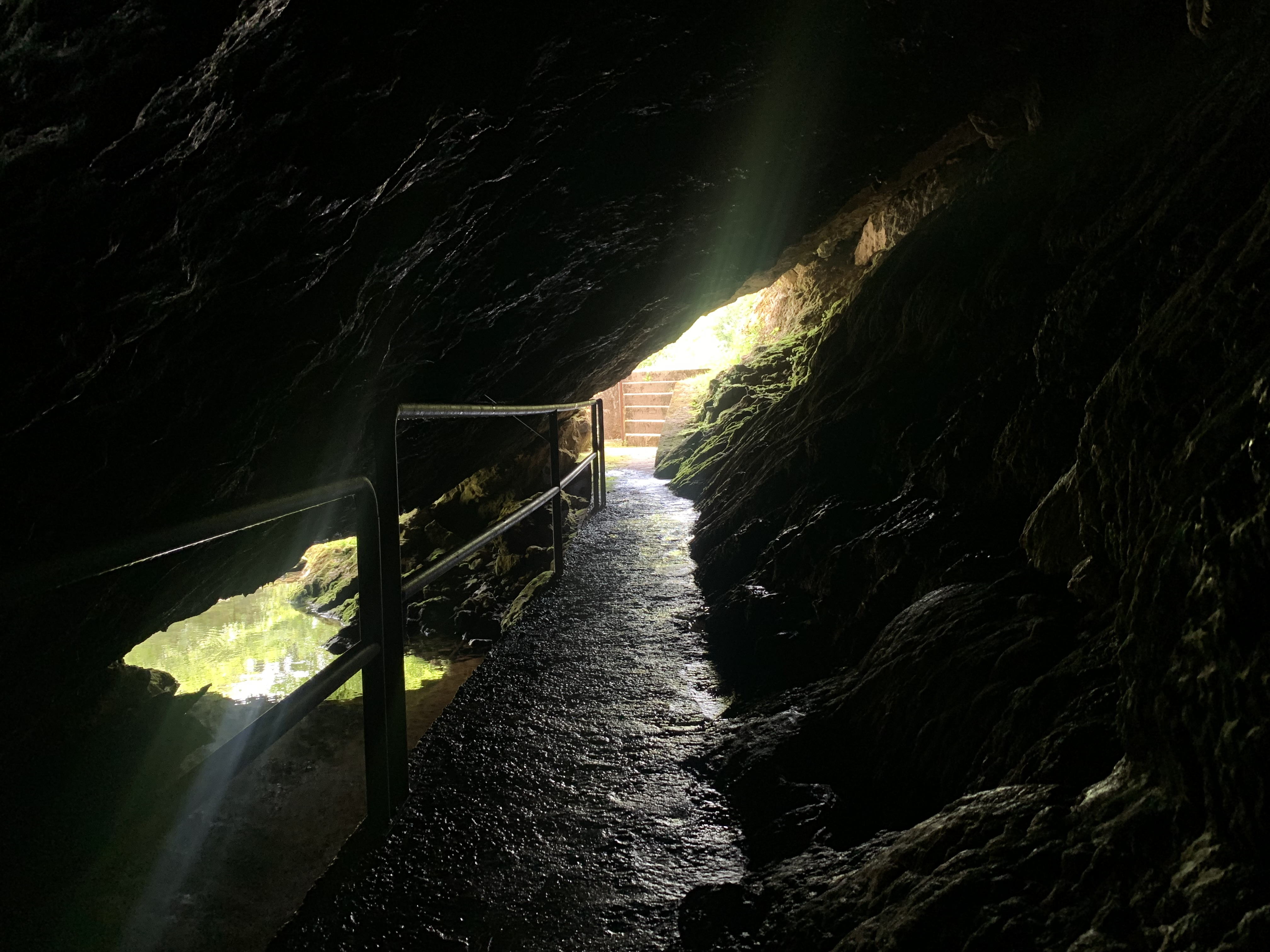
Parte interior de la cueva de Las Aguas

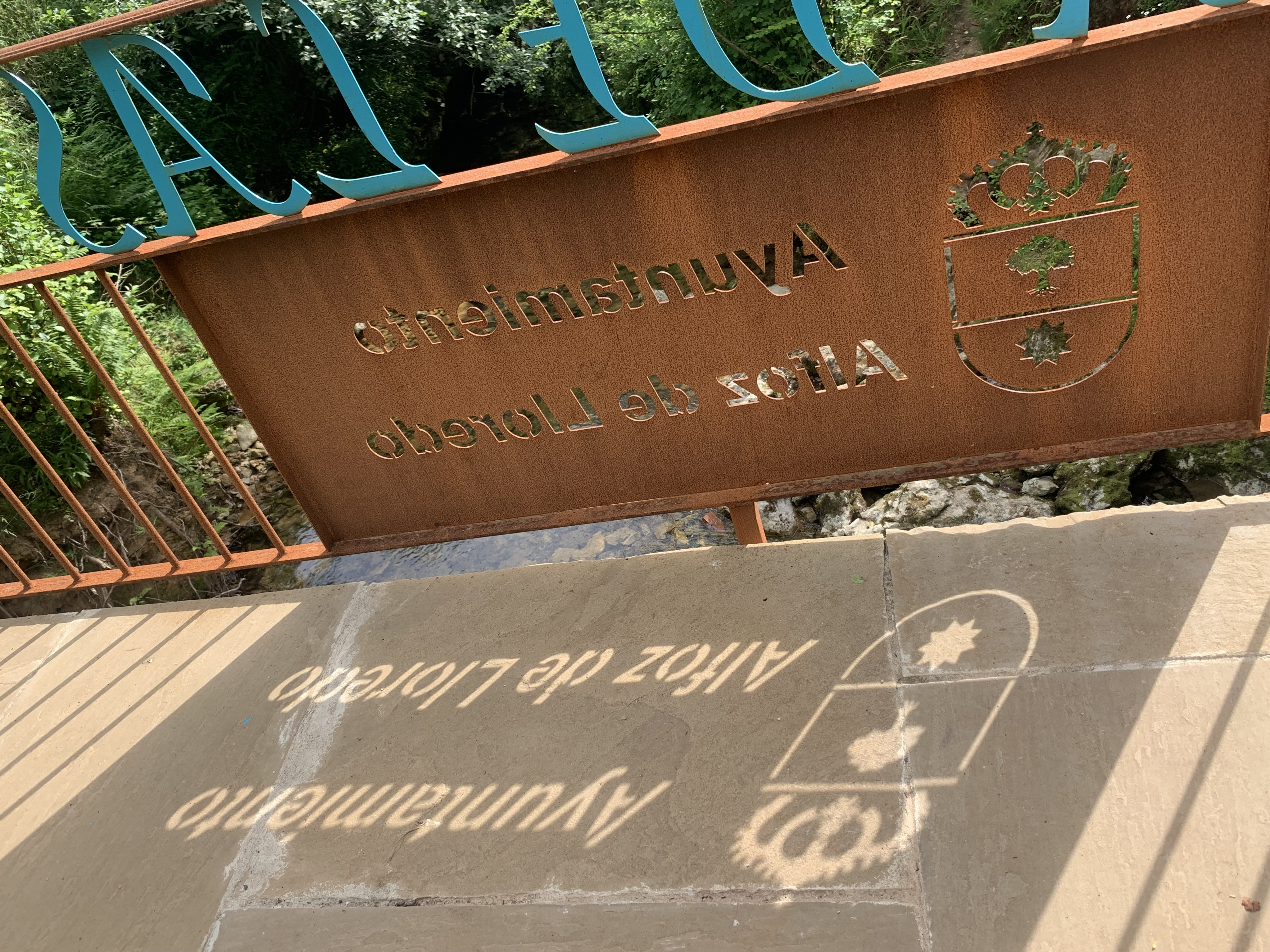
Cueva del Agua, Novales

### Monumentos civiles
- Casa solariega y capilla El Casal (Cóbreces)
- Castillo y casona de Villegas (Cóbreces)
- Casona de Castro (Cóbreces)
- Colegio San José (Cóbreces)
- Casa de los López (Cóbreces)
- Palacio de la Isla (Novales)
- Casa solariega de Díaz Palencia (Novales)
- Asilo San José (Novales)
- Palacio de Quintana (Rudagüera)
- Casonas de los Pérez Calderón y de los Señoritos (Rudagüera)
- Torre fortaleza (Rudagüera)

### Fiestas
- 28 de enero, San Tirso (Toñanes

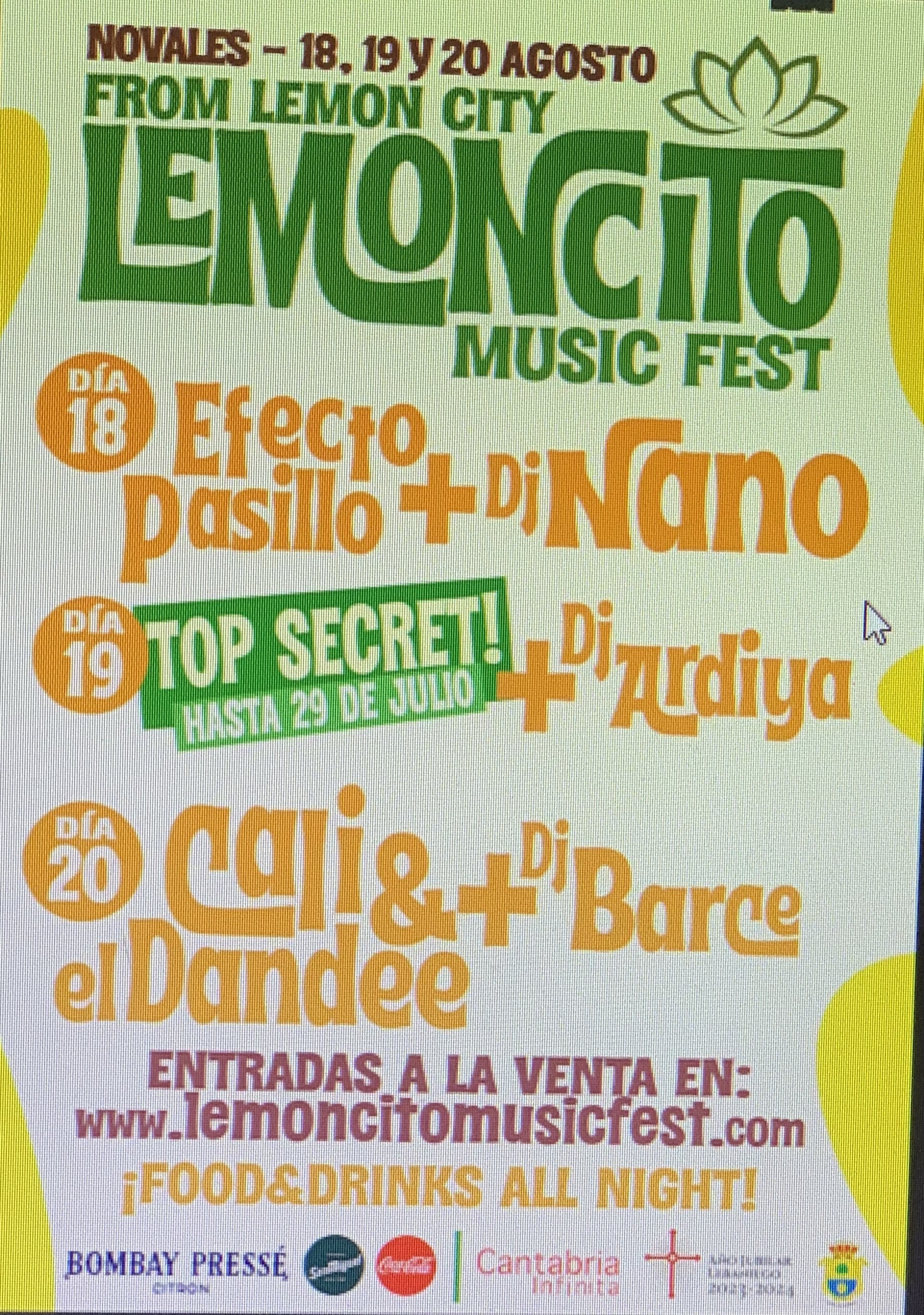
Lemoncito Music Fest

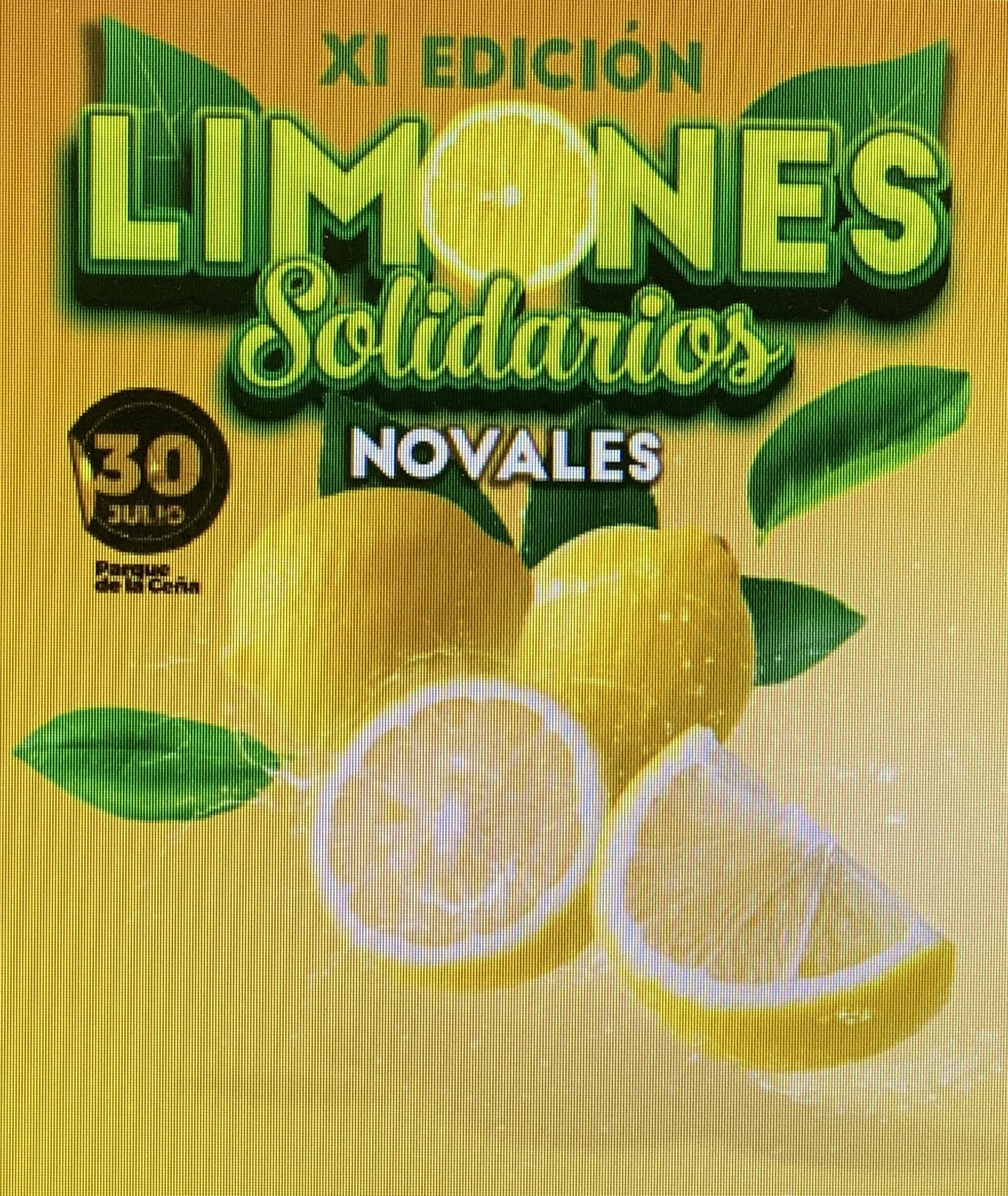
Limones Solidarios, Novales

- 8 de febrero, Virgen de la Guía (Oreña)
- Marzo/abril, Semana Santa (Novales)
- 8 de mayo, San Migueluco (La Busta)
- 15 de mayo, San Isidro Labrador (Novales)
- 13 de junio, San Antonio (Rudagüera)
- 24 de junio, San Juan Bautista (Oreña)
- 22 de julio, La Magdalena (Rudagüera)
- 26 de julio, Santa Ana (Cóbreces)
- 1 de agosto, San Pedurucu (Cóbreces)
- 27 de julio, San Pantaleón (Cigüenza)
- 15 de agosto, Nuestra Señora (Novales)
- 16 de agosto, San Roque (Cóbreces)
- 24 de agosto, San Bartolomé (Oreña)
- 30 de agosto, Los Santos Mártires (Novales)
- 11 de noviembre, San Martín (Cigüenza)

### Otros eventos
- Limones solidarios[15]
- Lemoncito Music Fest[16]
- Bolao Folk[17]

### Gastronomía
- Queso
- Miel
- Limones

## Personas destacadas
- Juan Antonio de Tagle-Bracho: (1685-1750) Caballero de Calatrava y primer conde de la Casa Tagle de Trasierra. Fue colonizador ya que se encargó de la formación de nuevos pueblos para los indígenas.
- José de la Guerra y Noriega (1779-1858) nacido en Novales, Cantabria. fue soldado y uno de los más destacados colonos de Las Californias.
- Ricardo Aguirre Gutiérrez: (1927) sacerdote e historiador. Fue nombrado hijo adoptivo del ayuntamiento de Cabezón de la Sal (2001).
- Pedro García Abín: (1948-1989) fue ceramista y escultor.
- Patricio Guerín Betts: (1910-2002) fue investigador folclorista e historiador.
- Juan José Villegas: (1815-1890) fue un destacado militar. Recibió en tres ocasiones la Gran Cruz de San Fernando. En el año 1868 se le otorgó la Gran Cruz del Mérito Militar por la defensa de Santander.